# ぼくたちのムッシュ・ラザール
『ぼくたちのムッシュ・ラザール』（Monsieur Lazhar）は、フィリップ・ファラルドー監督・脚本による2011年のカナダのドラマ映画である。

## 概要
エヴリン・ドゥ・ラ・シェネリエールの戯曲を原作としている。
モントリオールのとある小学校で女性教師が自殺し、代わりにやってきたアルジェリア系移民であるバシール・ラザール教諭が傷ついた子供たちと心を通わせる姿を描く。
キャッチコピーは「いちばん大事なことは、教科書には載ってない。」。

## キャスト
- フェラグ - バシール・ラザール
- ソフィー・ネリッセ - アリス
- エミリアン・ネロン - シモン
- ブリジット・プパール - クレール
- ダニエル・プルール - ヴィアンクール校長
- ルイ・シャンパーニュ
- ジュール・フィリップ

## 評価
Rotten Tomatoesは107件のレビューを基づき支持率は95%、平均点は7.7/10となった。また、Metacriticでは31件のレビューを基に加重平均値は78/100となった。
ロカルノ国際映画祭ではバラエティ・ピアッツァ・グランデ賞と観客賞、トロント国際映画祭ではカナディアン作品賞を受賞した。またジニー賞では9部門でノミネートされ、作品賞を含む6部門を受賞した。
第84回アカデミー賞の外国語映画賞にはカナダ代表として出品され、ノミネートに至った。